# Comuna Torsås
Torsås (Torsås kommun) este o comună din comitatul Kalmar län, Suedia, cu o populație de 6.879 locuitori (2013).

## Geografie

### Zone urbane
Lista celor mai mari zone urbane din comună (anul 2015) conform Biroului Central de Statistică al Suediei:
| Nr | Zona urbană | Pop.  |
| -- | ----------- | ----- |
| 1  | Torsås      | 2.000 |
| 2  | Bergkvara   | 1.021 |
| 3  | Söderåkra   | 943   |

## Demografie
| \| Evoluția demografică în comuna Torsås, 1970–2015 \| Evoluția demografică în comuna Torsås, 1970–2015 \| Evoluția demografică în comuna Torsås, 1970–2015 \| Evoluția demografică în comuna Torsås, 1970–2015 \| Evoluția demografică în comuna Torsås, 1970–2015 \| \| ----------------------------------------------------------------------------------------------------- \| ------------------------------------------------ \| ------------------------------------------------ \| ------------------------------------------------ \| ------------------------------------------------ \| \| An \| \| \| Locuitori \| \| \| 1970 \| 1970 \| \| 7574 \| 7574 \| \| 1975 \| 1975 \| \| 7670 \| 7670 \| \| 1980 \| 1980 \| \| 7923 \| 7923 \| \| 1985 \| 1985 \| \| 7870 \| 7870 \| \| 1990 \| 1990 \| \| 7873 \| 7873 \| \| 1995 \| 1995 \| \| 7852 \| 7852 \| \| 2000 \| 2000 \| \| 7468 \| 7468 \| \| 2005 \| 2005 \| \| 7240 \| 7240 \| \| 2010 \| 2010 \| \| 6962 \| 6962 \| \| 2015 \| 2015 \| \| 6943 \| 6943 \| \| Sursa: SCB - Statistika Centralbyrån, Folkmängd efter region, civilstånd, ålder och kön. År 1968–2016 \| \| \| \| \| |      |  |           |      |
| Evoluția demografică în comuna Torsås, 1970–2015 |      |  |           |      |
| An |      |  | Locuitori |      |
| 1970 | 1970 |  | 7574      | 7574 |
| 1975 | 1975 |  | 7670      | 7670 |
| 1980 | 1980 |  | 7923      | 7923 |
| 1985 | 1985 |  | 7870      | 7870 |
| 1990 | 1990 |  | 7873      | 7873 |
| 1995 | 1995 |  | 7852      | 7852 |
| 2000 | 2000 |  | 7468      | 7468 |
| 2005 | 2005 |  | 7240      | 7240 |
| 2010 | 2010 |  | 6962      | 6962 |
| 2015 | 2015 |  | 6943      | 6943 |
| Sursa: SCB - Statistika Centralbyrån, Folkmängd efter region, civilstånd, ålder och kön. År 1968–2016 |      |  |           |      |